# 硬叶木蓝
硬叶木蓝（学名：Indigofera rigioclada），为豆科木蓝属下的一个种。

## 扩展阅读
維基物種上的相關：硬叶木蓝